# Aglaia brassii
Aglaia brassii é uma espécie de planta na família Meliaceae. É encontrada na Austrália, Brunei, Ilhas Salomão, Índia, Indonésia, Malásia, Myanmar, Papua-Nova Guiné, Filipinas e Tailândia.